# Тамуз, Тото
Тото Адарунс Темиле Тамуз (ивр. טוֹטוֹ תַּמּוּז‎; родился 1 апреля 1988, Нигерия) — израильский футболист, нападающий.

## Детство
Тото Тамуз родился 1 апреля 1988 года в Нигерии. В 1990 году семья Тото переехала в Израиль, поскольку его отец подписал контракт с футбольным клубом из Израиля. Команда, с которой отец Тото подписал контракт, разорилась, и он остался безработным.
В 1991 году родители Тото уехали обратно в Нигерию, оставив ребёнка у товарища его отца. Когда стало ясно, что родители Тото не вернутся, он был усыновлен израильтянкой Ирит Тамуз (откуда он и получил фамилию Тамуз).

## Карьера

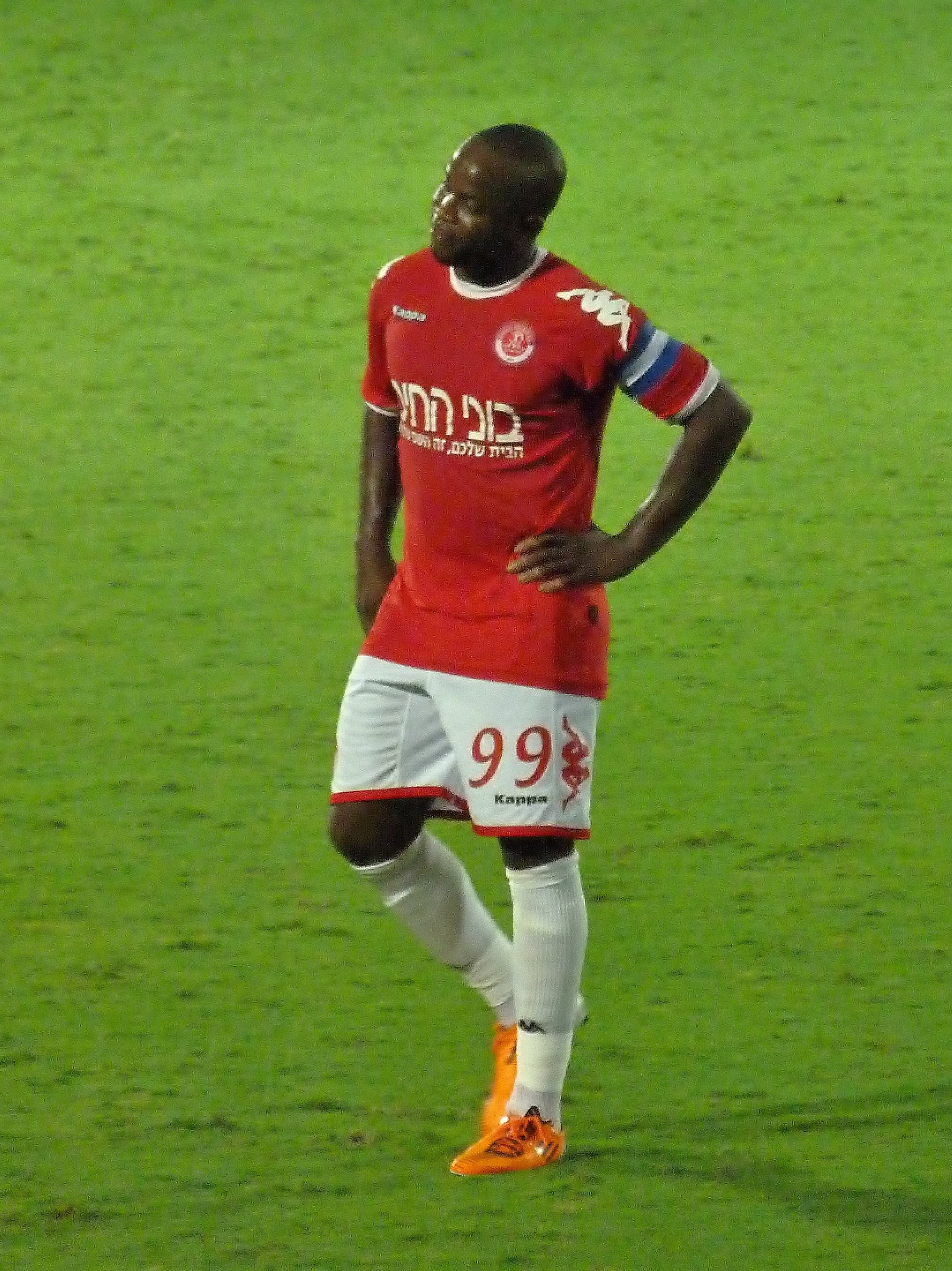
Тото Тамуз в составе клуба «Хапоэль» Тель-Авив

В 2002 году Тото Тамуз пошёл заниматься футболом в школе команды «Хапоэль» Петах-Тиква. В 2005 году дебютировал во взрослой команде, и в первом же сезоне забил 11 голов за 28 матчей.
В 2006 году Тото Тамуз перешёл в иерусалимский «Бейтар». В том же году, не имея израильского гражданства, он получил специальное разрешение ФИФА выступать за свою новую родину. Официально гражданином Израиля Тото стал год спустя.
С 2006 года Тамуз неоднократно привлекается в сборную Израиля.
Первый официальный матч провёл в сезоне 2005/06 против команды «Ашдод» в котором забил 2 гола.
Первый гол за сборную Израиля забил 6 сентября 2006 года в ворота сборной Андорры.
30 июля 2013 года на правах свободного агента перешёл в «Урал». 27 января 2014 года окончательно покинул клуб.

## Голы за сборную
| #  | Дата             | Место                          | Соперник | Счет | Результат | Соревнование                                         |
| -- | ---------------- | ------------------------------ | -------- | ---- | --------- | ---------------------------------------------------- |
| 1. | 6 Сентября, 2006 | Stadion de Goffert, Нидерланды | Андорра  | 4:0  | 4:1       | Чемпионат Европы по футболу 2008 (отборочный турнир) |
| 2. | 6 Июня, 2007     | Estadi Comunal, Андорра        | Андорра  | 1:0  | 2:0       | Чемпионат Европы по футболу 2008 (отборочный турнир) |

## Достижения
- Чемпион Израиля (2): 2006/07, 2007/08
- Обладатель Кубка Израиля (4): 2007/08, 2008/09, 2010/11, 2011/12
- Лучший бомбардир Чемпионата Израиля: 2010/11 (21 гол)